# شب‌بوی هراتی
شب‌بوی هراتی (با نام علمی: Matthiola afghanica)، گونه‌ای شب‌بو که دارای برگهای دراز و گلهای خوشه یی ارغوانی است عطر گلهای این گونه شب بو از دیگر انواع بیشتر است. تکثیر این گیاه بوسیله پاجوش و گاهی بوسیله تخم است. دیگر نامهای آن: منسور، منثور، منسوب، گل عروسان، گل عروسون و شب بوی خانمی است.
این گیاه از علف‌های یکساله و ایستا می‌باشد و دارای گلبرگ‌های صورتی رنگ می‌باشد و حدود ۶ سانتی‌متر طول دارد و ساقه ان تا حدود ۰٫۵ متر طول دارد.
این گونه در افغانستان و ایران یافت می‌شود.

## نگارخانه

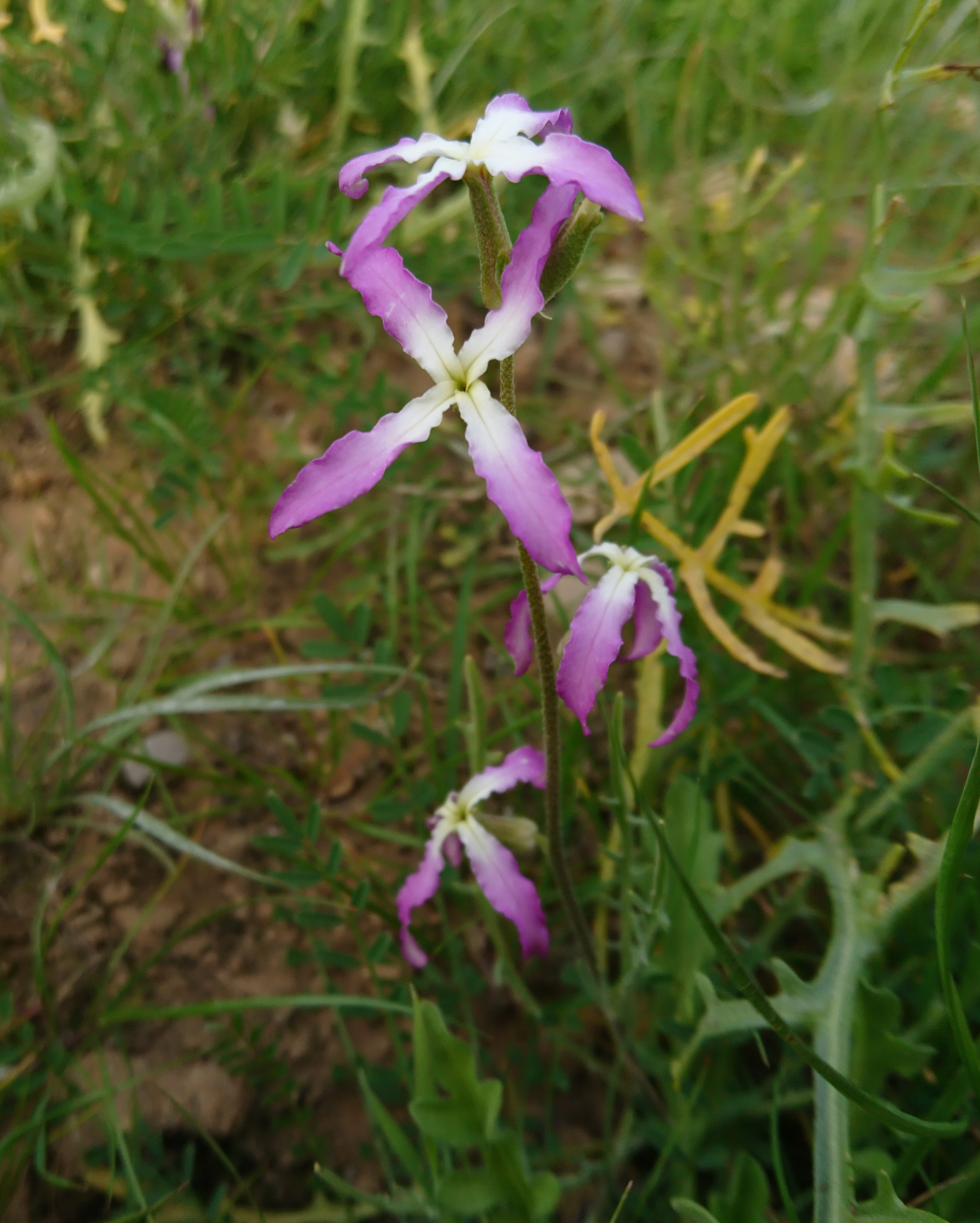
شب‌بوی هراتی، بهبهان
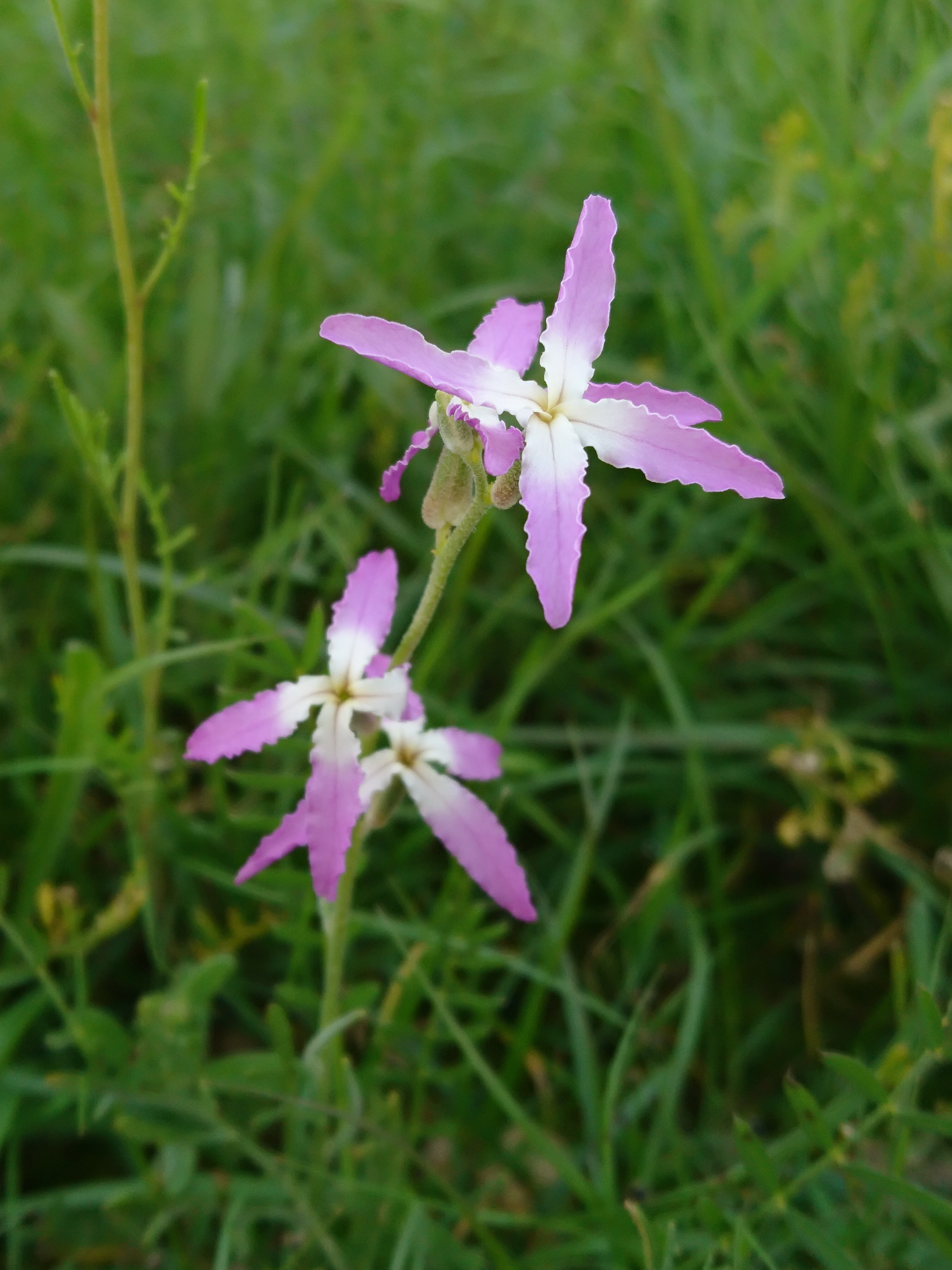
شب‌بوی هراتی، بهبهان
دسته گل شب‌بوی هراتی
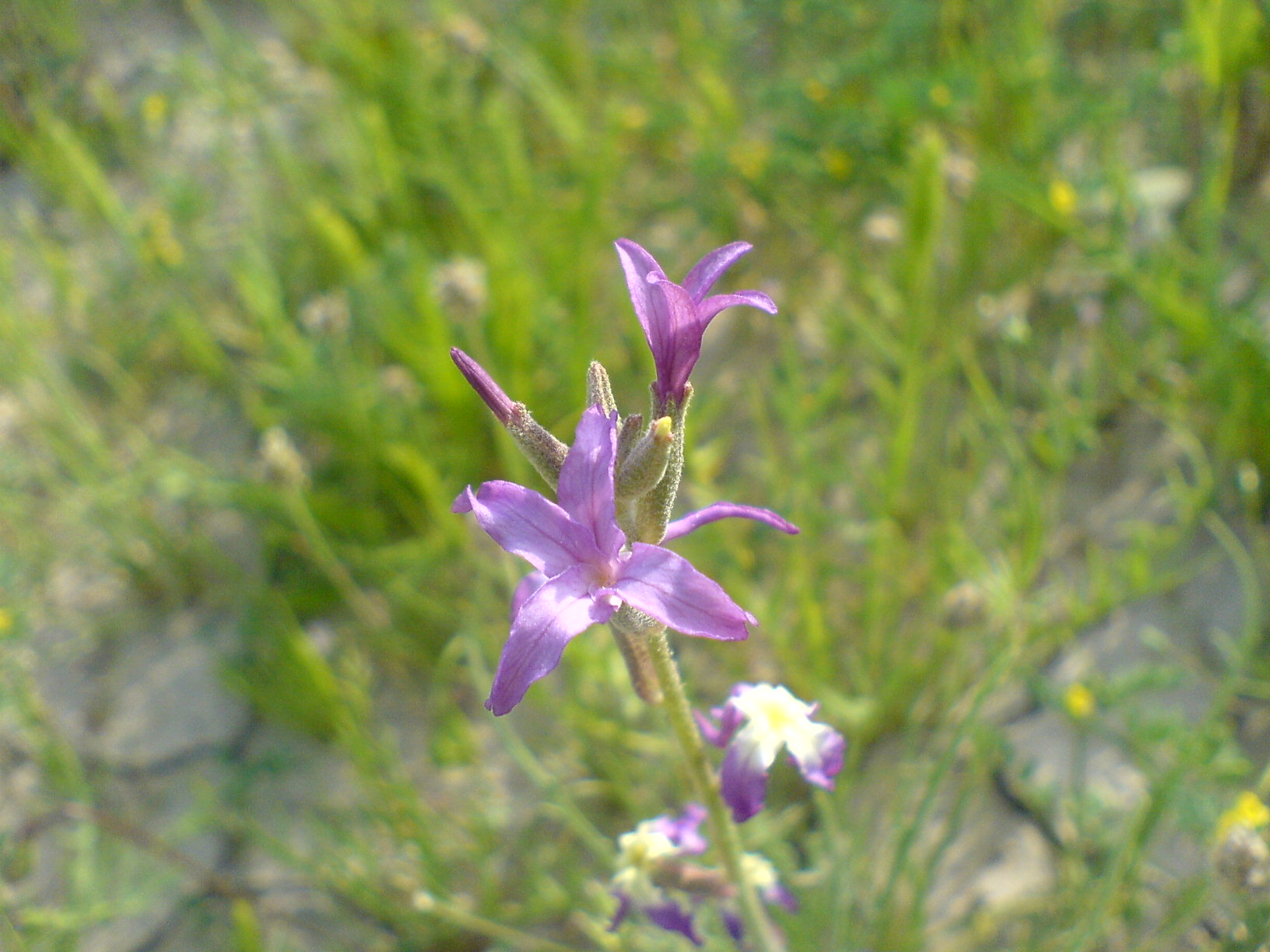
شب‌بوی هراتی در جنوب ایران